# Wohnsiedlung Glaubten I
Die Wohnsiedlung Glaubten I ist eine kommunale Wohnsiedlung der Stadt Zürich in Affoltern, die anfangs der 1960er-Jahre erstellt wurde.

## Lage
Die Überbauung liegt an der Glaubtenstrasse, die von der Kirche Glaubten zum Standort Hönggerberg der ETH Zürich führt. Hinter der Siedlung am Abhang des Käferbergs befindet sich Wiesland und Wald. Über die Bushaltestelle «Schumacherweg» ist die Siedlung mit dem öffentlichen Verkehr erschlossen. Durch die Siedlung fliesst der Sägertenbach.

## Geschichte
Die Siedlung Glaubten I ist die erste von drei städtischen Wohnsiedlungen im Gebiet Glaubten. Die Stadt beschloss Ende der 1950er-Jahre den Bau mehreren Siedlungen zur Bekämpfung von Wohnungsnot und um die stagnierende Bauwirtschaft zu unterstützen. Die Siedlung wurde Mitte der 1960er-Jahre durch die architektonisch sehr ähnliche Wohnsiedlung Glaubten II ergänzt. Anfangs der 1990er-Jahre wurden die Fassaden renoviert, Mitte der 2000er-Jahre erfolgte eine Innenrenovation, bei der kleinere Wohnungen zu grösseren Einheiten zusammengelegt wurden.

## Architektur
Die 23 Mehrfamilienhäuser mit Satteldach sind in Zeilen zu zwei bis drei Häusern angeordnet. Drei Zeilen sind quer zur Glaubtenstrasse angeordnet, zwei längs. Hinter den quer anderodneten Zeilen befinden sich vier Zweiergruppen, die schräg angeordnet sind und über einen Fussweg erschlossen sind. Zwischen den quer angeordneten Zeilen befinden sich zwei Tiefgaragen mit 30 Parkplätzen, die von einem Aussenparkplatz für 24 Autos ergänzt werden. In der Überbauung gibt es 131 Wohnungen verschiedener Grössen bis hin zu 6 ½-Zimmer-Wohnungen mit 152 m² Wohnfläche.